# Albert Zirkel
Albert Zirkel (né le 23 octobre 1884 à Newark (New Jersey) et mort en février 1945 dans la même ville) est un lutteur sportif américain.

## Biographie
Albert Zirkel obtient une médaille de bronze olympique, en 1904 à Saint-Louis en poids légers.